# أسامة بوغانمي
أسامة بوغانمي (مواليد 5 يناير 1990 في تونس، تونس) لاعب كرة قدم تونسي يلعب في مركز الوسط المدافع كما يجيد اللعب في مركز الوسط المحوري.

## الإنجازات

### الترجي
- الرابطة المحترفة الأولى (3): 2010 - 2011 - 2012
- كأس تونس (1): 2011
- دوري أبطال أفريقيا (1): 2011